# Brunneriana opaca
Brunneriana opaca är en insektsart som först beskrevs av Walker, F. 1869.  Brunneriana opaca ingår i släktet Brunneriana och familjen vårtbitare. Inga underarter finns listade i Catalogue of Life.